# Ота (Норвегия)
Вижте пояснителната страница за други значения на Ота.
О̀та (на норвежки: Otta) е град и община в източната част на южна Норвегия. Разположен е във фюлке Оплан при вливането на реките Ота и Логен. Главен административен център е на община Сел. Има жп гара. Население 1648 жители според данни от преброяването към 2007 г.